# Спасти рядового Райана
«Спасти́ рядово́го Ра́йана» (англ. Saving Private Ryan) — американский эпический военный фильм 1998 года снятый Стивеном Спилбергом по сценарию Роберта Родэта. Действие фильма происходит в 1944 году в Нормандии, Франция, во время Второй мировой войны. Фильм повествует о группе солдат во главе с капитаном Джоном Миллером (Том Хэнкс), которые отправляются на задание найти рядового Джеймса Фрэнсиса Райана (Мэтт Деймон) и вернуть его домой в целости и сохранности после того, как три его брата погибли в бою. В актёрский состав также входят Эдвард Бёрнс, Том Сайзмор, Барри Пеппер, Джованни Рибизи, Вин Дизель, Адам Голдберг и Джереми Дэвис.
Вдохновлённый книгами Стивена Э. Эмброуза и рассказами о нескольких солдатах из одной семьи, таких как Братья Ниланд, погибших в бою, Родэт написал сценарий, и Paramount Pictures наняла его для завершения написания. Проект привлёк внимание Хэнкса и Спилберга, чьё участие, благодаря их предыдущим успехам, обеспечило разработку проекта. Спилберг хотел сделать фильм Спасти рядового Райана максимально аутентичным и нанял Фрэнка Дарабонта и Скотта Фрэнка для переписывания сценария без указания в титрах на основе исследований и интервью с ветеранами. Основной актёрский состав прошёл недельный учебный лагерь, чтобы понять опыт солдата. Съёмки проходили с июня по сентябрь 1997 года, бюджет составил 65–70 миллионов долларов, почти полностью на натуре в Англии и Ирландии. Начальная битва на Омаха-Бич была самой сложной сценой, съёмки которой обошлись в 12 миллионов долларов за четырёхнедельный период и в которой было задействовано 1500 актёров второго плана.
Фильм Спасти рядового Райана стал одним из самых успешных фильмов года, получив признание критиков за графическое изображение боя. Ветераны Второй мировой войны описали боевые сцены как наиболее реалистичное изображение их собственного опыта, которое они видели; некоторые говорили, что не смогли посмотреть его из-за своих травмирующих воспоминаний. Фильм собрал 481,8 млн долларов, став вторым по кассовым сборам фильмом 1998 года, и завоевал множество наград, включая премии «Золотой глобус», «Оскар», BAFTA и «Сатурн».
Считающийся одним из величайших фильмов, когда-либо снятых, приёмы съёмок батальных сцен в фильме Спасти рядового Райана повлияли на многие последующие военные, боевики и фильмы о супергероях, и многие режиссёры ссылались на Спасти рядового Райана как на источник вдохновения. Считается, что картина помогла возродить интерес ко Второй мировой войне на рубеже веков, вдохновив другие фильмы, телешоу и видеоигры, действие которых происходит во время войны. В 2014 году фильм был выбран для сохранения в Национальном реестре фильмов США Библиотекой Конгресса как «имеющий культурное, историческое или эстетическое значение».

## Сюжет
Старик (Харрисон Янг) с многочисленной семьёй приходит на кладбище американских солдат в Кольвиль-сюр-Мер, Нормандия, Франция. Воспоминания уносят его в далёкое прошлое, начало высадки в Нормандии в 1944 году…
Американские солдаты, высадившись на Омаха-бич, попадают в ад: немецкие пулемётчики и миномётчики расстреливают их с обрывистого берега. Капитану Джону Миллеру (Том Хэнкс), командиру роты 2-го батальона рейнджеров, удаётся собрать уцелевших и прорвать немецкую линию обороны.
…Тем временем в США в Вашингтоне одна из машинисток департамента ВС обнаруживает, что некая семья Райан из Айовы получит сразу три извещения в один день, так как два брата погибли в одном бою при высадке в Нормандии и ещё один погиб примерно в это же время в боях на Тихом океане. Чтобы смягчить боль матери от потери погибших сыновей, командующий генерал Джордж Маршалл приказывает разыскать и отправить на родину её последнего оставшегося в живых сына — рядового Джеймса Френсиса Райана, парашютиста из 101-й воздушно-десантной дивизии, высадившегося в тылу противника. Сейчас парашютисты ведут бои в тылу противника, многие из них выброшены далеко от запланированных зон высадки, связь с ними потеряна.
…Именно капитану Джону Миллеру даётся задание найти Райана и доставить его в штаб. Капитан набирает отряд из бойцов своей роты во главе с сержантом Майклом Хорватом (Том Сайзмор) — опытным бойцом, с которым они уже воевали в Северной Африке и Италии. Поскольку в отряде нет никого, кто знал бы французский и немецкий языки, Миллер берёт с собой штабного писаря капрала Тимоти Апхэма (Джереми Дэвис), ещё ни разу не участвовавшего в бою. Апхэм пытается наладить отношения внутри уже слаженной группы бойцов, наблюдая их привычные разговоры, шутки и даже ссоры. Миллер выступает не только командиром, но и настоящим лидером группы, его уверенность в себе, смелость, человечность и юмор поддерживают его парней, которые тщетно пытаются разобраться, кем их командир был до войны и даже устроили что-то вроде тотализатора на этот счёт.
В первом же городке, куда отряд приходит в поисках Райана, от пули снайпера погибает рядовой Адриан Капарзо (Вин Дизель). Среди окружённых в городе десантников Миллер находит солдата по фамилии Райан (Нейтан Филлион), однако он оказывается всего лишь однофамильцем разыскиваемого.
Отряд Миллера находит разбившийся планер с телом заместителя командующего 101-й дивизии. Чудом оставшийся в живых лётчик рассказывает, что кому-то из штабных пришла в голову мысль усилить защиту планера стальными листами. В результате планер оказался слишком тяжёл и камнем рухнул на землю. Среди раненых и убитых Райана также не оказывается. Миллер расспрашивает бойцов из проходящей мимо колонны. В их числе оказывается контуженный однополчанин Райана, который видел, как некий офицер забрал Райана и других бойцов в город Рамелль на реке Мердере для охраны стратегически важного моста.
По дороге к городу взвод Миллера натыкается на разрушенный налётом авиации немецкий радар, перед которым лежат трупы десантников из 82-й воздушно-десантной дивизии. Опасаясь за жизнь тех, кто пойдёт этой дорогой позднее, Миллер приказывает своему отряду уничтожить вражескую пулемётную точку и лично возглавляет атаку. Пулемётный расчёт уничтожен, но медик Ирвин Уэйд (Джованни Рибизи) смертельно ранен и через несколько минут умирает. Миллер заставляет пленного немца рыть могилу для себя и погибших товарищей. Немец отчаянно пытается спасти свою жизнь, выкрикивая невпопад английские фразы: «Пароходик Вилли», «Я люблю Америку», — и даже пытаясь петь американский гимн. Затем он произносит: «Проклятый Гитлер!» — и на немецком языке пытается сообщить, что он не виноват в смерти медика. Апхэм заступается за него. Миллер решает соблюсти правила войны и запрещает казнь немца, он приказывает отправить его разоруженного по дороге с тем, чтобы он сдался первой же группе союзных войск. Рядовой Ричард Райбен (Эдвард Бёрнс) возмущается и отказывается далее исполнять приказы Миллера, порываясь уйти. Сержант Хорват наставляет на Райбена пистолет. В ту минуту, когда ссора практически переходит в перестрелку, Миллер неожиданно разряжает ситуацию, поинтересовавшись, сколько составляет ставка на то, кем он был до войны. Затем он признаётся, что до войны был школьным учителем, и что война слишком сильно его изменила. Он говорит, что с каждым новым убитым он оказывается всё дальше от дома. Он хочет только выполнить приказ, вернуть Райана и получить внутреннее моральное право вернуться домой. Он не будет отдавать Райбена под трибунал и даже поможет ему оформить перевод, если тот так хочет. Райбен, видя, как его товарищи хоронят тело погибшего Уэйда, решает остаться.

Люди Миллера встречаются с десантниками, подорвавшими бронетранспортёр, среди них оказывается рядовой Райан (Мэтт Деймон). Он отводит их в Рамелль, но, даже узнав о смерти братьев, категорически отказывается возвращаться в тыл, поскольку не может бросить друзей перед лицом опасности:
— А что сказать твоей матери, если ей доставят ещё один сложенный американский флаг?

— Скажете ей, что нашли меня и что я остался здесь, со своими новыми братьями, я не мог их бросить. Я остаюсь защищать этот мост.
Миллер не чувствует себя вправе настаивать и, по предложению Хорвата, решает организовать и возглавить оборону моста. Небольшая группа американских солдат устраивают засаду на немцев.
Через несколько часов к мосту подходит подразделение из 2-й танковой дивизии СС в составе которой более полусотни немецкой пехоты в сопровождении двух Panzerkampfwagen VI «Tiger I», двух самоходных установок Marder III и двух бронетранспортёров Sd Kfz 251. В ходе битвы гибнут почти все защитники моста, сумев, однако, нанести противнику большие потери, а также вывести из строя один из «тигров» и почти всю лёгкую технику. Оставшиеся в живых американские солдаты отступают за мост, намереваясь взорвать его, однако осколок танкового снаряда перебивает провод, идущий к взрывателю, и взрыва не происходит. Испуганный Апхэм видит из укрытия, как немец, которого они оставили в живых утром, убивает выстрелом в спину солдата из подразделения Райана и скашивает пулей капитана Миллера.
Из всего отряда целыми остаются только Райбен, Апхэм и Райан. Раненый Миллер, привалившись к разрушенному мотоциклу, из последних сил стреляет из пистолета в приближающийся к нему немецкий танк. Внезапно танк взрывается — в него попадает реактивный снаряд с подоспевшего на помощь самолёта P-51 Mustang. Через мост на противоположную сторону устремляются американские солдаты. Апхэм выскакивает из воронки и останавливает группу немцев, где был и тот самый «пароходик Вилли», которому он и капитан подарили жизнь. Немец узнаёт и радостно приветствует Апхэма, но тот, решившись, убивает его, а остальных пленников отправляет дальше.
Умирающий капитан шепчет выжившему Райану: «Джеймс, будь достоин этого…» Приведённый Райбеном медик уже бессилен ему помочь.
Оказывается, что старик в начале фильма — это Райан, приехавший с детьми и внуками на могилу своего спасителя — капитана Миллера. С трудом сдерживая слёзы, Райан шепчет, что постарался изо всех сил прожить достойную жизнь и оправдать все те жертвы и лишения, которые капитан и его отряд претерпели ради спасения его — простого рядового американской армии.

## В ролях
| Актёр             | Роль                                      |
| ----------------- | ----------------------------------------- |
| Том Хэнкс         | капитан Джон Миллер                       |
| Эдвард Бёрнс      | рядовой Ричард Райбен                     |
| Мэтт Деймон       | рядовой Джеймс Райан                      |
| Том Сайзмор       | сержант первого класса Майкл Хорват       |
| Джереми Дэвис     | капрал Тимоти Апхэм                       |
| Адам Голдберг     | рядовой Стэнли Меллиш                     |
| Барри Пеппер      | рядовой Даниель Джексон                   |
| Джованни Рибизи   | медик Ирвин Уэйд                          |
| Вин Дизель        | рядовой Адриан Капарзо                    |
| Тед Дэнсон        | капитан Хамилл                            |
| Пол Джаматти      | штаб-сержант Уильям Хилл                  |
| Деннис Фарина     | подполковник Уолтер Андерсон              |
| Нейтан Филлион    | рядовой Джеймс Фредерик «Минесотта» Райан |
| Йорг Штадлер      | немецкий солдат «Пароходик „Вилли“»       |
| Харрисон Янг      | постаревший Джеймс Райан                  |
| Лиленд Орсер      | лейтенант Де Уиндт                        |
| Кори Джонсон      | радист Мэйки                              |
| Райан Хёрст       | десантник Мэндельсон                      |
| Брайан Крэнстон   | полковник из военного министерства        |
| Шейн Джонсон      | американский солдат на пляже              |
| Винсент Вентреска | американский солдат на пляже              |
| Эрих Редман       | немецкий солдат                           |

## История создания
- Все ведущие актёры в обязательном порядке проходили армейские тренировки в течение нескольких дней, исключение было сделано только для Мэтта Деймона, которому, несмотря на присутствующую в названии фамилию его героя, всё-таки отводилась второстепенная роль. Обилие физических нагрузок избавило от необходимости использовать специальный грим, поскольку актёры выглядели измождёнными и без него[7].
- Спилберг и Каминский первоначально намеревались снимать чёрно-белый фильм, учитывая предыдущий опыт оператора-постановщика в фильме «Список Шиндлера». Изображение в этой картине было намеренно стилизовано под эстетику нацистской пропаганды. Тем не менее впоследствии было решено снимать в цвете по технологии «удержание серебра», снижающей цветовую насыщенность киноплёнки примерно на 70 %. Кроме этого, в тенях изображения тон корректировался при помощи ДДЗ[7]. Две ведущие кабельные компании Америки (DirecTV и Dish) при показе картины на своих телеканалах вернули настоящие цвета обратно, потому что после первых двух дней показа на центры поддержки данных каналов обрушился шквал звонков недовольных зрителей, посетовавших на отсутствие цветовой гаммы в передаваемой картинке[8].
- Для дополнительного эффекта погружения в эпоху Каминский использовал на части камер объективы 1940-х годов без просветления[7].
- При создании сцен высадки Спилберг и Каминский опирались на фотографии Роберта Капы, единственного отснявшего подлинное событие фотожурналиста[7].

## Прокат
- В Сингапуре данный фильм получил нестандартный рейтинг NC-16 (от 16 лет). С одной стороны, фильм был весьма жестоким, что исключало получение рейтинга PG, с другой стороны в фильме не было сексуальной тематики, в связи с чем рейтинг R также не мог быть получен. Тогда-то и был найден компромиссный вариант рейтинга.
- Фильм не был пропущен к прокату цензорами Индии за слишком большое количество сцен насилия. В связи с этим к Спилбергу были предъявлены требования вырезать из индийской версии фильма самые жестокие моменты. Несмотря на это, к удивлению индийских прокатчиков, режиссёр отказался поступить таким образом и предложил Индии вообще отказаться от проката. Понимая всю серьёзность ситуации, премьер-министр Индии Атал Ваджпаи решил посмотреть фильм сам, и, оставшись потрясённым увиденным, принял решение выпустить на экраны страны оригинальную версию.

## Награды и номинации
| Премия                         | Категория                                          | Имя                                                                    | Результат |
| ------------------------------ | -------------------------------------------------- | ---------------------------------------------------------------------- | --------- |
| Оскар                          | Лучший фильм                                       | Стивен Спилберг, Йен Брайс, Марк Гордон, Гэри Левинсон                 | Номинация |
| Оскар                          | Лучшая режиссура                                   | Стивен Спилберг                                                        | Победа    |
| Оскар                          | Лучшая мужская роль                                | Том Хэнкс                                                              | Номинация |
| Оскар                          | Лучший оригинальный сценарий                       | Роберт Родэт                                                           | Номинация |
| Оскар                          | Лучшая операторская работа                         | Януш Камински                                                          | Победа    |
| Оскар                          | Лучшая работа художника-постановщика               | Томас Сандерс, Лиза Дин                                                | Номинация |
| Оскар                          | Лучший монтаж                                      | Майкл Кан                                                              | Победа    |
| Оскар                          | Лучший грим                                        | Луи Бёрвелл, Конор О’Салливан, Дэниел Стрипик                          | Номинация |
| Оскар                          | Лучшая музыка к фильму                             | Джон Уильямс                                                           | Номинация |
| Оскар                          | Лучший звук                                        | Гэри Райдстром, Рон Джадкинс, Гэри Саммерс, Энди Нельсон               | Победа    |
| Оскар                          | Лучший звуковой монтаж                             | Гэри Райдстром, Ричард Химнс                                           | Победа    |
| BAFTA                          | Лучший фильм                                       | Стивен Спилберг, Йен Брайс, Марк Гордон, Гэри Левинсон                 | Номинация |
| BAFTA                          | Лучшая режиссура                                   | Стивен Спилберг                                                        | Номинация |
| BAFTA                          | Лучшая мужская роль                                | Том Хэнкс                                                              | Номинация |
| BAFTA                          | Лучшая операторская работа                         | Януш Камински                                                          | Номинация |
| BAFTA                          | Лучшая работа художника-постановщика               | Томас Сандерс                                                          | Номинация |
| BAFTA                          | Лучшие визуальные эффекты                          | Стефан Фангмейер, Роджер Гайетт, Нил Корбоулд                          | Победа    |
| BAFTA                          | Лучший монтаж                                      | Майкл Кан                                                              | Номинация |
| BAFTA                          | Лучший грим                                        | Луи Бёрвелл, Жанетт Фримен                                             | Номинация |
| BAFTA                          | Лучшая музыка к фильму                             | Джон Уильямс                                                           | Номинация |
| BAFTA                          | Лучший звук                                        | Гэри Райдстром, Рон Джадкинс, Гэри Саммерс, Энди Нельсон, Ричард Химнс | Победа    |
| Золотой глобус                 | Лучший фильм — драма                               |                                                                        | Победа    |
| Золотой глобус                 | Лучшая режиссура                                   | Стивен Спилберг                                                        | Победа    |
| Золотой глобус                 | Лучшая мужская роль в драме                        | Том Хэнкс                                                              | Номинация |
| Золотой глобус                 | Лучший сценарий                                    | Роберт Родэт                                                           | Номинация |
| Золотой глобус                 | Лучшая музыка к фильму                             | Джон Уильямс                                                           | Номинация |
| Премия Гильдии киноактёров США | Лучший актёрский состав                            |                                                                        | Номинация |
| Премия Гильдии киноактёров США | Лучшая мужская роль                                | Том Хэнкс                                                              | Номинация |
| Грэмми                         | Лучшая инструментальная композиция для кино или ТВ | Джон Уильямс                                                           | Победа    |

### Последующее признание
- Американский институт киноискусства:
  - 100 самых остросюжетных американских фильмов за 100 лет по версии AFI (2001): 45-е место
  - 100 самых вдохновляющих американских фильмов за 100 лет по версии AFI (2006): 10-е место
  - 100 лучших американских фильмов за 100 лет по версии AFI (обновлённый список, 2007): 71-е место
  - 10 лучших эпических фильмов (2008): 8-е место
- Национальный реестр фильмов (2014)

## Технические данные
Оригинальный негатив фильма снят на 35-мм киноплёнке Kodak EXR 5293 в кашетированном формате с соотношением сторон кадра 1,85:1. Для съёмки использованы сферические объективы Panavision и киносъёмочные аппараты того же производителя. Прокатные фильмокопии отпечатаны контактным способом в том же формате. Длина фильма — 3649 метров. Совмещённая фонограмма фильмокопий содержала три цифровых дорожки: SDDS, Dolby Digital на киноплёнке и DTS на отдельном компакт-диске.